# Таукум
Тауку́м — піщаний масив в Центральній Азії (Казахстан).
Розташований у Балхаш-Алакольській улоговині, на південь від озера Балхаш і річці Ілі.
Площа близько 10 000 км². Довжина 240 км, ширина від 40 до 60 км. Характеризується грядовими і бугристо-грядовими пісками, покритими полиново-солянковою рослинністю. Висота піщаних дюн досягає 10—15 метрів
| Казахстан | Це незавершена стаття з географії Казахстану. Ви можете допомогти проєкту, виправивши або дописавши її. |